# Seishiro Shimatani
Seishiro Shimatani, född 6 november 1938 i Kyoto prefektur, Japan, död 24 oktober 2001, var en japansk fotbollsspelare.